# Malacoptila mystacalis
Malacoptila mystacalis е вид птица от семейство Bucconidae.

## Разпространение
Видът е разпространен във Венецуела и Колумбия.